# 马尔齐奥
马尔齐奥（義大利語：Marzio），是意大利瓦雷泽省的一个市镇。总面积1平方公里，人口305人，人口密度305.0人/平方公里（2009年）。国家统计（ISTAT）代码为012099。